# Alessio Menconi
Alessio Menconi (Genova, 8 gennaio 1970) è un chitarrista italiano.

## Biografia
A 16 anni inizia i primi concerti con la Big Fat Mama Blues Band, successivamente con Rosario Bonaccorso e il trombettista Giampaolo Casati. Nel 1992 entra nella Bansigu Big Band con la quale pubblica 2 dischi, con la partecipazione di Enrico Rava e Paolo Fresu, nel 1993 vince il premio come miglior giovane chitarrista all'Eddie Lang Jazz Festival.
Negli anni a seguire, collabora con Adrienne West, Tullio De Piscopo, Franco Cerri. Nel 1995 fa parte come turnista della formazione del batterista Billy Cobham (per il tour europeo Acoustic Performance), che lo chiamerà saltuariamente anche negli anni successivi.
Dal 1995 al 2004 collabora con Paolo Conte, col quale incide 4 album e partecipa a vari tour europei. Nel 2000 è stato selezionato per un concerto dall'Orchestre National de Jazz di Parigi. Nel 2003 una sua versione del brano Manic depression di Jimi Hendrix viene inserita nell'album Voodoo crossing dedicato al chitarrista statunitense.
Ha partecipato a vari festival jazzistici, come Umbria Jazz (2001) e Paris "Olympia" (nel 1995 e nel 1998).
Terminata l'esperienza con Paolo Conte inizia una carriera solista, pubblicando due album. Con Danila Satragno forma l'Italian Duet, con Christian Meyer e Faso il gruppo Trio Bobo, e nel 2010 con Aldo Romano e Luca Mannutza pubblica il disco omonimo nell'Adventures Trio. Dal 2006 è docente di chitarra jazz al conservatorio Ghedini di Cuneo e al conservatorio Paganini di Genova.

## Discografia

### Da solista
- Argot (1999)[7]
- Standard Trio (2006, Abeat)
- From East to West (2008, Abeat)
- Solo (2008)
- Sketches of Miles (2012, Abeat)
- Plays Ellington and Strayhorn (2015, Abeat)

### Con Aldo Romano e Luca Mannutza
- Adventures Trio (2010, Abeat)

### Trio Bobo (Con Faso e Christian Meyer)
- Trio Bobo (2006, Videoradio)
- Pepper Games (2016, Nadir Music)
- Sensurround (2019, Hukapan)